# تیم ملی کانوپولوی زنان ایران
تیم ملی کانوپولو زنان ایران یک تیم بین‌المللی کانوپولو زنان است که از طرف ایران در رقابت‌های بین‌المللی شرکت می‌کند.

## تورنومنت‌ها

### قهرمانی جهان
تیم ملی کانوپولو زنان ایران خود را برای شرکت در مسابقات قهرمانی جهان ۲۰۱۶ در سیراکوزای ایتالیا آماده می‌کند.
| ۱۹۹۴  | حاضر نبود | – | – | – | – |
| ۱۹۹۶  | حاضر نبود | – | – | – | – |
| ۱۹۹۸  | حاضر نبود | – | – | – | – |
| ۲۰۰۰  | حاضر نبود | – | – | – | – |
| ۲۰۰۲  | حاضر نبود | – | – | – | – |
| ۲۰۰۴  | حاضر نبود | – | – | – | – |
| ۲۰۰۶  | حاضر نبود | – | – | – | – |
| ۲۰۰۸  | حاضر نبود | – | – | – | – |
| ۲۰۱۰  | حاضر نبود | – | – | – | – |
| ۲۰۱۲  | حاضر نبود | – | – | – | – |
| ۲۰۱۴  | هشتم      |   |   |   |   |
| ۲۰۱۶  | چهاردهم   | ۹ | ۵ | ۱ | ۳ |
| مجموع | ۲/۱۲      |   |   |   |   |

### قهرمانی آسیا
| ۱۹۹۹  | حاضر نبود  | - | - | - | - |
| ۲۰۰۱  | نایب‌قهرمان |   |   |   |   |
| ۲۰۰۳  | حاضر نبود  | - | - | - | - |
| ۲۰۰۵  | قهرمان     |   |   |   |   |
| ۲۰۰۷  | قهرمان     |   |   |   |   |
| ۲۰۰۹  | قهرمان     |   |   |   |   |
| ۲۰۱۱  | قهرمان     |   |   |   |   |
| ۲۰۱۳  | قهرمان     |   |   |   |   |
| ۲۰۱۵  | نایب‌قهرمان |   |   |   |   |
| مجموع | ۷/۹        |   |   |   |   |